# 天使的叛变
《天使的叛变》（法語：La Révolte des anges）是法国作家阿纳托尔·法朗士的一部小说，发表于1914年。

## 情节
本书再现了由天使长米迦勒率领众天使与撒旦率领的堕落天使之间的天使战争的经典基督教故事。